# United Express
United Express là tên thương hiệu của công ty hàng không khu vực của United Airlines, trong đó có 9 hãng hàng không riêng trong khu vực hoạt động các chuyến bay trung chuyển ngắn và trung bình với chức năng bay gom khách cho tuyến bay dài.
Vào ngày 1 tháng 10 năm 2010, UAL Corporation và Continental Airlines hợp nhất thành United Continental Holdings, công ty mẹ của hãng hàng không mới United Airlines. Khi Continental và United sáp nhập, Continental Connection và Continental Express đã dần dần thông qua thương hiệu United Express, đưa số lượng các nhà khai thác đến mười hai và số lượng máy bay trên 550. Máy bay đầu tiên được sơn thành hãng hàng không United Express mới là Embraer ERJ -145 do ExpressJet điều hành.
Tính đến ngày 30 tháng 11 năm 2011, sau khi United nhận được chứng chỉ hoạt động đơn lẻ sau khi sáp nhập với Continental Airlines, gần 550 chiếc bay dưới thương hiệu United Express.

## Lịch sử
Các hãng hàng không lớn ở Hoa Kỳ đã duy trì mối quan hệ lâu dài với các hãng hàng không trong khu vực thu gom khách hàng từ các thị trường nhỏ đến các thành phố lớn hơn. Luật Deregulation Airline thúc đẩy việc củng cố ngành công nghiệp theo chiều dọc và chiều dọc, và khi hệ thống trung tâm trở nên rõ ràng hơn, các hãng hàng không đã chính thức hóa các mối quan hệ này thông qua việc chia sẻ mã, chia sẻ thương hiệu và liệt kê các đối tác khu vực trong các hệ thống đặt phòng bằng máy tính. Vào ngày 1 tháng 5 năm 1985, United chính thức hợp tác với Air Wisconsin, Aspen Airways, và WestAir như United Express, cho các trung tâm của nó tại Chicago-O'Hare, Denver-Stapleton và Sân bay Quốc tế San Francisco. Air Wisconsin và Aspen sẽ hợp nhất vào năm 1991.
Năm 1988, Presidential Airways trở thành hãng hàng không United Express cho trung tâm mới của United tại sân bay quốc tế Washington Dulles, nhưng ngay sau đó đã chật vật. Đáp lại, WestAir thành lập một bộ phận phía đông để phục vụ cho Dulles. Ngay hãng WestAir đã trải qua những xáo trộn; Năm 1991 nó đã tách khỏi bộ phận mới thành một công ty độc lập Atlantic Coast Airlines (ACA), năm sau đó sẽ trở thành Independence Air.